# Hexigten-Banner

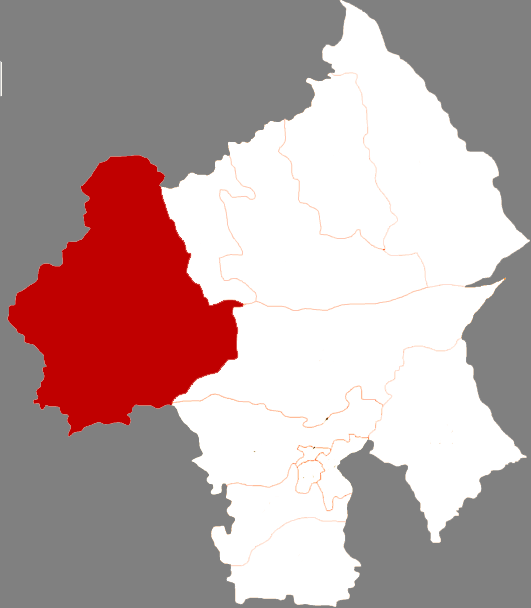
Lage des Hexigten-Banners in Chifeng

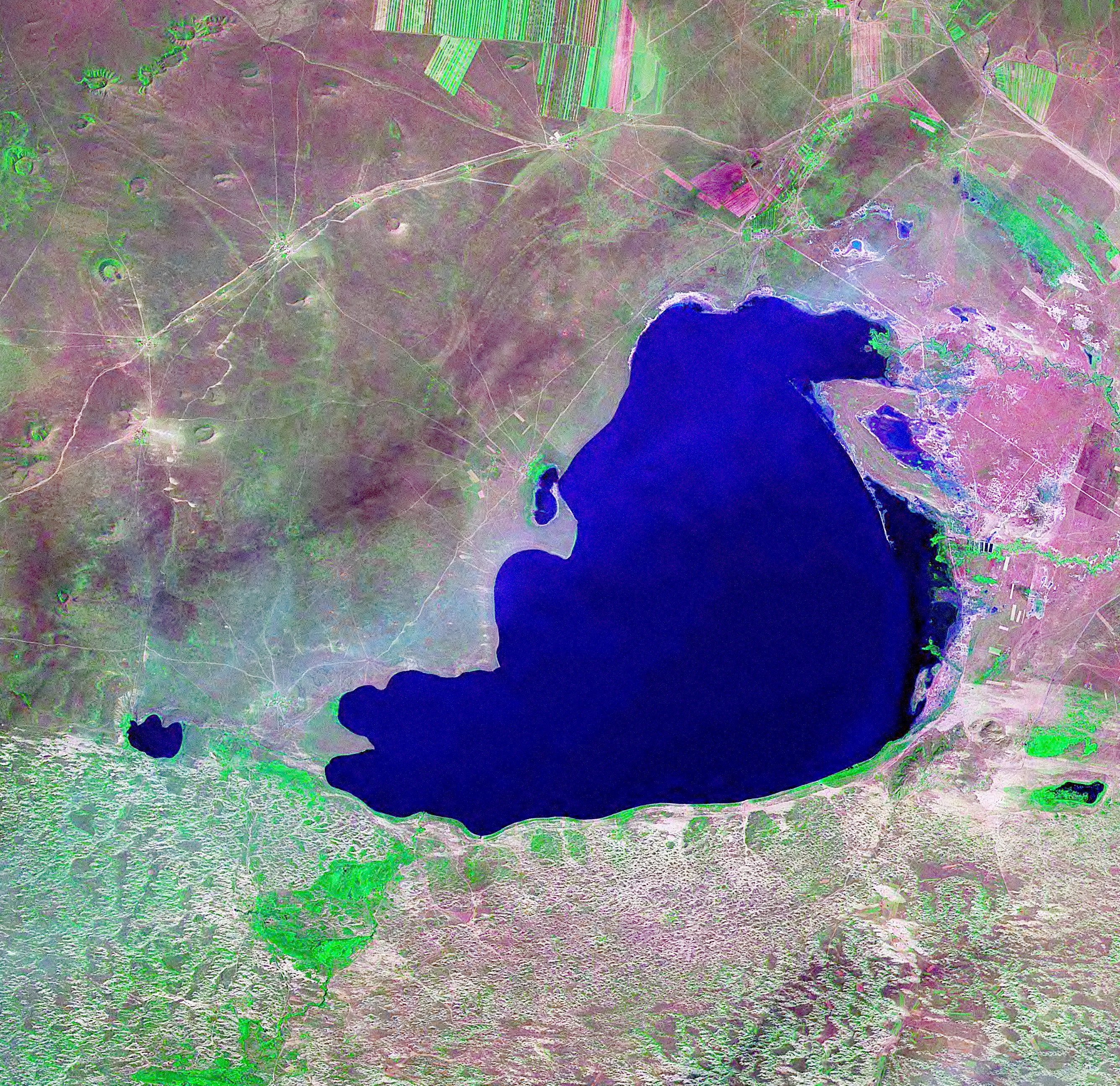
Satellitenbild des Sees Dalai Nur im Hexigten-Banner

Das Hexigten-Banner (chinesisch 克什克腾旗, Pinyin Kèshíkèténg Qí; mongolisch ᠬᠡᠰᠢᠭᠲᠡᠨ ᠬᠣᠰᠢᠭᠤ Kesigten qosiɣu) ist ein Banner der bezirksfreien Stadt Chifeng (mongol. Ulanhad) im Nordosten des Autonomen Gebiets Innere Mongolei der Volksrepublik China. Es hat eine Fläche von 20.673 km² und zählt 250.000 Einwohner (2004). Sein Hauptort ist die Großgemeinde Jingpeng (经棚镇).

## Administrative Gliederung
Auf Gemeindeebene setzt sich das Banner aus sieben Großgemeinden, zwei Gemeinden und zwei Sum zusammen. 

## Geschichte
Die Stätte der nach dem Plan des tangzeitlichen Chang’an erbauten alten Stadt Yingchang (chinesisch 应昌路故城遗址, Pinyin yìngchāng lù gùchéng yízhǐ) aus der Zeit der Yuan-Dynastie steht seit 2001 auf der Liste der Denkmäler der Volksrepublik China (5-22).